# Марковский (Пермский край)
Марковский — посёлок в Пермском крае России. Входит в Чайковский городской округ. 

## География
Расположен в 13 километрах к югу от районного центра, вблизи границы с Удмуртией, на реке Марковка, левом притоке Большой Ужуихи, впадающей в Каму. 

## Население
| 2002 | 2010  | 2021  |
| ---- | ----- | ----- |
| 4469 | ↘3352 | ↗4029 |

Население по переписи 2002 года — 4469 человек, по переписи 2010 года — 3352 человека.

## История
Посёлок назван по имени расположенной рядом деревни Марково; она в свою очередь названа по имени местного жителя Марка Григорьева сына Калабина (ум. 1795 год), выходца из деревни Кемуль.
Строительство посёлка начато в 1992 году в связи с выводом из Германии группы советских войск. Место неподалёку от города Чайковского было назначено для 16-й гвардейской танковой Уманской ордена Ленина Краснознамённой, ордена Суворова дивизии. В соответствии с международными соглашениями, строительство военного городка с инфраструктурой для расквартирования воинской части, производилось за счёт ФРГ. Строительство по заданию заказчика вела турецкая компания Enka.
23 сентября 1994 года Марковский получил статус поселка городского типа.  С 1994 до 2004 гг. функционировал Марковский посёлковый совет.
К 1999 году дивизия была расформирована, а на её базе создан центр по переподготовке офицерских кадров для Пермского края и Башкортостана. К 2012 году расформирован и этот центр, и с этого времени посёлок потерял статус военного городка.
В 2001 году Марковский был преобразован в сельский населённый пункт (посёлок).
С 2004 до 2018 гг. посёлок являлся административным центром Марковского сельского поселения Чайковского муниципального района.

## Инфраструктура
В посёлке имеется отделение почтовой связи, госпиталь, общеобразовательная школа, детско-юношеская спортивная школа, спортивный комплекс, детская музыкальная школа, Дом офицеров Чайковского гарнизона, библиотека, несколько кафе. В наличии вся коммунальная инфраструктура.